# Hiver russe (peinture)
Hiver russe est un tableau peint par Nikolaï Timkov en 1969. Il mesure 100 cm de haut sur 150 cm de large. Il est conservé dans une collection privée en Russie.